# Al-Arabi (Jordanien)
al-Arabi (arabisch النادي العربي, DMG an-Nādī al-ʿarabī) ist ein jordanischer Sportklub mit Sitz in der Stadt Irbid.

## Geschichte
Der Klub wurde am 16. Oktober 1964 gegründet. Zur Saison 1984 stieg der Klub in die erste Liga auf. Nach der Folgesaison stieg die Mannschaft aber schon wieder ab. In dieser Zeit gelang es dem Klub jedoch selbst als Zweitligist in der Saison 1986 den FA Cup zu gewinnen. Zusätzlich gelang es dann zur Saison 1987 wieder in die erste Liga aufzusteigen, aus dieser ging es aber direkt auch wieder runter. Der nächste Aufstieg gelang dann schließlich zur Saison 1990, in der man diesmal auch die Klasse halten konnte. Irgendwann kurz danach stieg die Mannschaft aber wohl wieder ab. Bis zur nächsten Erstligasaison dauerte es danach noch bis zur Spielzeit 1998. Aber auch ging es schnell wieder eine Liga tiefer, diesmal sogar schon nach der Saison 1999. Die nächste Rückkehr gelang dann nochmal zur Saison 2002/03, diesmal ging es aber sofort wieder runter.
Gleiches passierte nach wieder einmal erneuten Rückkehr zur Runde 2006/07 jedoch nicht und man konnte sich relativ gut im Mittelfeld platzieren. Dies hielt an bis zur Saison 2013/14, als man in den Abstiegsplayoffs den kürzeren zog. So spielt der Klub auch noch bis heute in der Zweiten Liga.